# 前7千纪
前7千纪（或称前第7个千年），即公元前7000年至公元前6001年（距今约9千年到约8千年）。这一时期的事件难以精确确定年代，主要依赖地质学和人类学的分析与推测。
在这一时期，农业逐渐从安纳托利亚地区传播到巴尔干半岛。世界人口保持在大约500万人，大部分地区的人类仍主要依赖狩猎维生。
到公元前7000年，新石器时代的文化和技术已经在近东地区确立，并在整个千年内向欧洲和远东传播。然而，北欧和西欧大部分地区的人们依然生活在分散的旧石器时代狩猎采集社区中。考古证据表明，当时已有驯化的绵羊、山羊、猪和牛，人们也开始种植小麦。陶器的使用逐渐普及。同时，最早的金属制品也在这一时期出现。
在地质时间上，诺斯格瑞比期约在公元前6236年取代了格陵兰期。该期始于“8.2千年事件”，这场气候变化持续约四个世纪，导致全球气温显著下降，可能是由于大量冰川融水注入北大西洋。这一融水可能是大不列颠和爱尔兰在本千年末期与欧洲大陆分离的原因之一。

## 文化

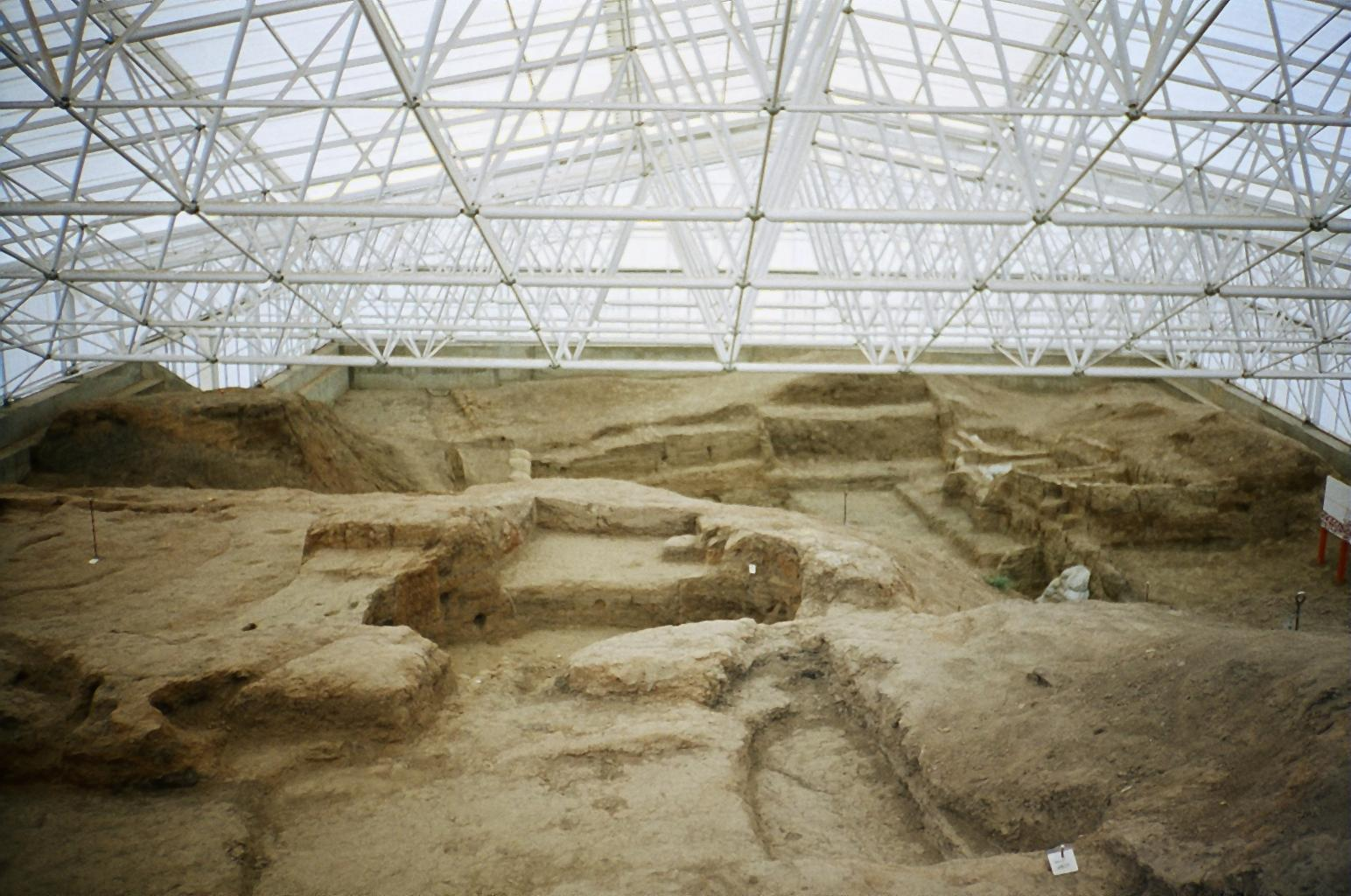
Excavations at the South Area of Çatal Höyük（加泰土丘是安纳托利亚南部一个重要的新石器时代和铜石并用时代的人类定居点遗址，存在于前7500年至前5700年之间）

前7000年，在克里特島愛琴海發現使用陶瓷的新石器時代部落。埃蘭逐渐成为农业区域。
前7000年，南亚梅赫尔格尔（Mehrgarh）遗址（位于巴基斯坦俾路支省）开始出现定居的农耕生活（持续到前5500年左右）。
前7000年，中国黄河流域裴李岗文化兴起，开始进行稻谷等作物的种植。
前7000年，巴布亞人開始在新几内亚发展农业。
前7000年，阿根廷巴塔哥尼亚地区的手洞（拉斯-马诺斯，las Manos）开始出现壁画。
前6600年，中国贾湖遗址（新石器时代的裴李岗文化）发现贾湖契刻符号。
前6500年，美索不达米亚进入乌拜德时期。

## 中国文化
李家沟遗址（公元前8500年至前6600年）
四台遗址（公元前8400年至前4400年，位于河北张家口）
东胡林遗址（公元前8300至前7000年，位于北京门头沟）
黄河中游地区处于裴李崗文化（前7000年至前5000年，范围大致覆盖了河南省，代表性遗址有贾湖、裴李岗、石固和水泉等）、 磁山文化（公元前6000年至前5000年）和老官台文化（公元前6000年至前5000年）。山东（黄河下游）处于后李文化（公元前6500年至公元前5500年）。
淮河下游出现顺山集文化（公元前6500年至前6000年，位于江苏宿迁）。
长江中游流域处于彭头山文化（公元前7500至公元前6100年），在彭头山文化中发现的较多水稻遗存，尚残留有野稻基因，表现出非籼、非粳、非野生稻的过渡性特征，具有正在驯化过程中的特点。还有皂市下层文化和城背溪文化（公元前6500年至前5000年）。
浙江金衢盆地处于上山文化（公元前8000年至6500年）。杭州萧山出现跨湖桥文化（公元前6000年至前5000年）。
广西桂林处于甑皮岩文化（公元前10000年至前5000年）
西辽河上游出现興隆洼文化（公元前6000年至前5500年）
河北省易县北福地遗址位于易水河北岸（公元前6000年至前4,500年）
广西邕江流域出现顶蛳山文化（公元前6000年至前5000年）

## 生活習慣改變
前7000年 — 中石器時代遺跡Lepenski Vir在今日的塞爾維亞發現。
前7000年 — 非洲近東出現陶器。
前7000年 — 埃蘭成為農業地區。
前7000年 — 中國開始種植白米、小麥、小米及山药 (1990 Rand McNally Atlas)。
前7000年 — 辣椒、葫蘆、鳄梨及南瓜開始在危地馬拉太平洋海洋種植。 (Bailey 1973)
前6500年 - 在斯堪的纳维亚發現兩頭犬。畜豬在Jarmo出現。土耳其出現歐洲牛。
農業開始在巴爾幹半島發展。
首次有養蜂的記錄。石畫在非洲及西班牙東部採集蜜糖，畫像表示蜂蜜在樹或石頭上，而蜜蜂則飛來飛土去 — 畫壁在西班牙華倫西亞附近。
Pastoralism and cultivation of cereals (East Sahara)( )
開始使用金和原銅(})
中東: 牛被家養化。 ( )
北美洲: 美國原住民開始使用石頭打磨食物及佞狩獵美洲野牛及更細少的動物。
北美洲落葉植物首次在長島出現。
北美洲:北大西洋水溫約3–6 °C足夠融化。( })
墨西哥 — 開始有耕作。
地中海東部 — Forms of pottery become decoration.
Animal figures of Estuarine-period rock painting in Australia include saltwater fish and crocodiles Australia.

## 環境轉變
前7000年 — 野馬數量在歐洲減少，馬匹在不列顛島發現，但從未出現於愛爾蘭。 (Horse & Man, Clutton-Brock)
前7000年 — 英倫海峽形成
前7000年 — 新石器時代氣候形成
前6600年 — 北美大陸的真猛獁象滅絕
前6400年± 25年 — 俄羅斯堪察加半島Kurile火山達到VEI7級火山爆發。是全新紀最大規模的一次。
前6100年 — 海底崩移在挪威海造成大海嘯。
前6000年 — 托雷斯海峡水位上升，將澳洲及新畿內亞分離。
前6000年 — 由公元前12000元至前5000年，大量內陸浮起。